# Bicellaria furcifer
Bicellaria furcifer är en tvåvingeart som beskrevs av Axel Leonard Melander 1927. Bicellaria furcifer ingår i släktet Bicellaria och familjen puckeldansflugor. Inga underarter finns listade i Catalogue of Life.